# 074型登陆艇
074型通用登陆艇（北约称玉海級）。是中国人民解放军海军90年代装备的登陆艇，因之前解放军装备的079型小型登陆舰为平底结构，航速慢、抗风浪性差，708所根据271IIIA型中型登陸艦又发展出了本款074型小型登陆舰。首艇1995年在芜湖造船厂建成，同年12月外销一艘至斯里兰卡。
该舰结构比079型先进很多，不仅采用了非平底设计，且舰首设有对开式大门和折迭式双节吊桥，而非079型的一扇下放式大门。这种首门便于坦克、火炮和车辆的进出，也有利于提高航速。甲板上还设有吊车，用于装卸轻型货物。
该型登陆艇吃水浅、冲滩性能优越。最高航速18节，比079型艇提高约三分之一，理論上4小时就可横渡臺灣海峽最窄處（平潭島—新竹縣），非常适合近海登陆作战的需要。现役12艘，驻港海军舰艇大队也拥有4艘，分两批轮流进驻香港。
2017年2月又有新的074型艇在香港服役。新生产的074型改用了新型H/PJ-14型单管30毫米舰炮，舰桥附近的两座14.5毫米机枪疑似改为单管12.7毫米机枪，并加装了卫星通讯天线。此外，新生产的074型降低了上层建筑高度，预计可以降低船体重心，提高航行稳定性。新生产的074型动力系统也可能有新的改进，航行性能将有提高。
2017年初，有视频显示2艘早期北海舰队074型登陆艇作为靶舰被歼15舰载机击沉。估计北海舰队早期074艇已经开始退役。